# 弗雷昂格拉尔
弗雷昂格拉尔（法語：Freix-Anglards）是法国康塔尔省的一个市镇，位于该省西部，属于歐里亞克區。该市镇总面积17.69平方公里，2009年时的人口为218人。

## 人口
弗雷昂格拉尔人口变化图示
| 数据来源：INSEE |